# 김병권 (수필가)
김병권(金秉權, 1931년 8월 3일 ~ 2023년 2월 11일)은 수필집 『속아주는 멋』, 『생각하는 눈』, 『물구나무 인생』 등 다수를 집필한 대한민국의 수필가이며 예비역 대한민국 육군 대령이다. 그는 단국대학교를 졸업한 후 연세대학교 대학원을 졸업하고 월간문학으로 1971년에 등단하였다. 1949년에는 평창군에 위치한 미탄초등학교에서 교사로 지내며 후에는 한국문인협회의 부이사장직을 맡았고 수필가로서의 인생을 살며 노산문학상, 한국전쟁문학상, 한국수필문학상, 한국수필문학대상, 신곡문학상, 한국문학상, 단국문학상, 순수문학 대상 등을 수상하였다.

## 저서 수필집
- 물구나무 인생.
- 속아주는 멋.
- 오월의 나비.
- 걸림돌과 디딤돌.
- 생각하는 눈.
- 앉아서 꿈꾸는 산.
- 세월의 이끼에 가려진 보석(6. 25 전쟁영웅 전기)

## 수상
- 한국 문학상.
- 한국 수필문학상.
- 노산 문학상.
- 한국 수필문학 대상.
- 신곡 문학상.
- 순수문학 대상.
- 한국 전쟁문학상.
- 단국대 문학상.
- 한국문화예술 대상.
- 산귀래 문학상.
- 올해의 수필인 상.
- 원종린 문학 대상.

## 경력
- 단국대학교 졸업 <법학과>
- 연세대학교 대학원 졸업<경영학 석사>
- 월간문학으로 등단(1971년, 수필: 남국의 향수)
- 육군<정훈>대령 예편(73년)
- 사단법인 한국 문인협회 수필분과회장 역임
- 숙명여자대학교 문예창작과 겸임교수 역임
- KBS 방송문화센터 수필창작 강사 역임
- KBS 라디오 칼럼 집필위원 역입
- 국방일보 객원논설위원 역임
- 사단법인 한국수필가협회 부이사장 역임
- 사단법인 한국문인협회 부이사장 역임
- 사단법인 국제 펜클럽한국본부 고문 (현재)